# بریستول ۱۸۸
بریستول ۱۸۸ (به انگلیسی: Bristol 188) یک هواگرد ساختِ کارخانهٔ بریستول ایروپلین در کشور بریتانیا است . نخستین استفاده‌کنندهٔ این هواپیما Royal Aircraft Establishment بوده‌است. این هواگرد برای نخستین بار در ۱۴ آوریل ۱۹۶۲ میلادی مورد استفاده قرار گرفت.